# 刘小岑
刘小岑（1925年—2006年），原名刘一臣，男，直隶（今河北）玉田人，中国雕塑家，曾任中央美术学院教授。